# Morbus Darier
Beim Morbus Darier handelt es sich um eine erbliche Hautkrankheit. Sie gehört zu den sehr seltenen angeborenen Syndromen mit Keratoderma, einer die Haut betreffenden Verhornungsstörung (Hyperkeratose).
Synonyme sind: Dariersche Krankheit; Dyskeratosis follicularis; Dyskeratosis follicularis Darier; Dyskeratosis follicularis Darier-White; Darier-White-Krankheit; Acrokeratosis verruciformis Hopf; Keratosis vegetans; Psorospermosis follicularis vegetans u. a.
Die Namensbezeichnungen beziehen sich auf die Erstautoren unabhängiger Erstbeschreibungen aus dem Jahre 1889 durch den französischen Dermatologen Ferdinand-Jean Darier und den US-amerikanischen Arzt James Clarke White (7. Juli 1833, Belfast/Maine; † 5. Januar 1916, Boston).
Eventuell handelt es sich um eine Variante der Acrokeratosis verruciformis (Hopf Syndrom).

## Verbreitung
Die Häufigkeit wird mit etwa 1 zu 50.000 angegeben, die Vererbung erfolgt autosomal-dominant.

## Ursache
Der Erkrankung liegen Mutationen im ATP2A2-Gen am Genort 12q24.11 zugrunde, dessen Genprodukt, eine ATP-abhängige Calciumpumpe, für die Verteilung von Kalzium im Zytoplasma der Hautzellen verantwortlich ist.
Es entsteht eine Störung der Eiweißherstellung. Dies führt zu einer gestörten Differenzierung der Hautzellen, wodurch sie absterben.

## Klinische Erscheinung
Die Erkrankung tritt meist im Jugendalter auf.

## Diagnose
Die Diagnose wird klinisch anhand der Papeln gestellt und durch das histopathologische Bild belegt. Histopathologisch ergibt sich folgendes Bild:
Es zeigt sich eine Vergrößerung und eine Vergröberung der in die Epidermis hineinragenden Papillen des Bindegewebes (Papillomatose), welche sekundär über eine Verdickung zu einer welligen Unebenheit der Hautoberfläche führen.
Akanthose, fokale Hyperkeratose, akantholytische Dyskeratose, worunter man die vorzeitige Verhornung der Einzelzellen in Form von sogenannten corps rond (im Stratum spinosum) und grain (im Stratum corneum) versteht.
Für die Diagnose dienen verschiedene Haupt- und Nebenkriterien. Zu den Hauptkriterien zählen das typische Erscheinungsbild der Haut, der Juckreiz und eine ausführliche Eigen- und Familien-Anamnese. Im Kindesalter zeigt sich Morbus Darier in vielen Fällen mit sehr trockener Haut, was häufig zur Diagnose Neurodermitis führt. Im Zweifelsfall empfiehlt sich die Entnahme einer Hautprobe.
Differenzialdiagnostisch sollte an das seborrhoische Ekzem, den Morbus Hailey-Hailey, an striäre und verrköse Nävi sowie an Warzen gedacht werden.

## Verlauf
Die Hautsymptome bei einem Morbus Darier umfassen Rötungen und Schwellungen, sowie kleine, raue, krustig belegte rötliche Papeln. Diese verursachen unter Umständen einen starken Juckreiz. Lokalisationen sind vordere und hintere Schweißrinne sowie Gesichtsmitte und behaarter Kopf und der Bereich des Anus. Bei größeren Herden kommt es oft durch Beanspruchung, Schweiß bzw. UV-Licht zu bakteriellen Superinfektionen, die einer antibiotischen Behandlung bedürfen.
Mögliche Begleiterscheinungen:
- Nageldystrophien,
- Akrokeratosis verruciformis,
- „Pflastersteinartige“ leukoplakieähnliche Veränderungen der Mundschleimhaut.

Durch Reizung und Schwitzen werden die Symptome verschlimmert.
Die Symptome treten – ähnlich wie bei der Neurodermitis – in Schüben von unterschiedlicher Dauer und Stärke auf.

## Schweregrad
Der Morbus Darier kann in verschiedenen Schweregraden auftreten. Schlafmangel, Stress, Alkoholgenuss, aber auch übermäßiges Sonnenbaden können die Krankheit verschlimmern.

## Provokationsfaktoren
- Duftstoffe, Farb- und Konservierungsstoffe können den Zustand der Haut verschlechtern.
- Nahrungsmittel, die sich generell schlecht auf die Haut und das Hautbild auswirken, führen beim Morbus Darier zu zusätzlichen Belastungen.
- Kalziumhaltige Nahrungsmittel führen in einigen Fällen zur Beeinträchtigung der Haut, da sie die Schorf- und Grindbildung fördern.
- Salben mit hohem Fettanteil wie z. B. Vaseline und Ultrabas provozieren aufgrund von Wärmestau in akuten Phasen entzündlicher Haut teilweise eine weitere Verschlechterung.
- Schmutz und Bakterien führen häufig zu Entzündungen der betroffenen Hautstellen.
- Giftstoffe wie Nikotin, Alkohol oder Koffein sind generell zu meiden.

## Behandlung mit Creme
Da der Morbus Darier auf einen Fehler im Erbgut zurückzuführen ist, ist er nicht heilbar. Die Behandlung zielt nur auf die Linderung der Beschwerden ab.
- Für die kurzfristige Anwendung im Schub werden externe Kortikosteroide genutzt, bei einer bakteriellen Superinfektion zusätzlich Antibiotika und antiseptische Bäder.
- Hilfreich sind Salben mit verschiedenen Zusammensetzungen und Bestandteilen, die als Grundpflege dienen, um der Austrocknung der Haut entgegenzuwirken. In akuten Phasen werden Cremes mit hohem Wasseranteil als wohltuend kühlend empfunden.
- Zusätzlich empfiehlt sich ein stetiger Wechsel von wirkstoffbasierten Cremes und Salben, um einen Gewöhnungseffekt der Haut zu vermeiden.
- In akuten Phasen der Entzündung, die nässend sind, werden Zinksalben sowie Puder als angenehm empfunden, da gerade beim Puder auf Grund des nicht vorhandenen Hautkontaktes keine neuen Wunden entstehen wie eben sonst bei Salben.

## Medikamentöse Behandlung

### Retinoide
Retinoide sind Arzneimittel und Abkömmlinge von Vitamin A. Sie werden äußerlich oder innerlich zur Behandlung von Akne und Schuppenflechte verwendet. Einige Retinoide schädigen das ungeborene Kind und dürfen keinesfalls während der Schwangerschaft angewendet werden. Produkte im Handel sind erhältlich in Kapselform, Lösungen sowie Cremes und Gels.
Nebenwirkungen sind bei lokaler Behandlung: Hautrötungen, Jucken und Brennen. Die Lichtempfindlichkeit der Haut nimmt zu. Auftreten von Hauttrockenheit. Bei innerlicher Einnahme kann es zu Leberschäden, Nasenbluten, Gelenkschmerzen oder Hautabschälungen kommen.
Bei einer Erstbehandlung kann es nach ca. 5 Wochen vorübergehend zu einer Verschlechterung des Hautzustands kommen, bis anschließend eine Besserung eintritt.

### Acitretin
Acitretin ist ein Wirkstoff aus der Gruppe der Retinoide zur Behandlung von Schuppenflechte und schwerer Verhornungsstörungen der Haut.

## Komorbidität
Da der Morbus Darier überzufällig häufig mit depressiven Störungen einhergeht, vermutet man ein Risikogen für Depressionen, das in der Nähe des SERCA-Gens (SERCA) liegt.